# ISO 3166-2:HK
ISO 3166-2:HK는 지리 식별 부호(geocode)를 정의하는 ISO 표준인 ISO 3166-2의 일부이며, 홍콩에 적용된다. 현재는 ISO 3166-2에서 할당된 코드가 없으며, ISO 3166-2:CN의 CN-91에 속해 있기도 하다.